# Une porte sur l'éther

Une porte sur l'éther est un roman de science-fiction de Laurent Genefort publié en 2000.

## Résumé
L'ancienne espèce des Vangk a depuis longtemps disparu laissant derrière elle des portes permettant de voyager instantanément d'un point à un autre de l'univers. Elle a également laissé çà et là de prodigieux artefacts parmi lesquels l'Axis, un tube de diamant transparent de 1260000 km reliant deux planètes par un corridor. Les raisons de cette construction sont inconnues. Il semble néanmoins que les Vangk aient voulu créer un cycle de pollinisation complexe pour permettre à une céréale de se reproduire. Des populations se sont également installées dans l'Axis fuyant ainsi l'autorité des civilisations qui se sont développées sur les deux planètes. Les habitants de l'Axis ont ainsi pu créer des cultures originales et des races mutantes dont une curieuse variété d'anges. 
Un conflit est sur le point de se déclarer entre les populations de l'Axis en quête d'indépendance et des extrémistes de tous bords. Jarid Moray est alors envoyé en mission de conciliation dans une tentative de la dernière chance pour ramener la paix et empêcher la destruction de l’Axis.

## Critiques
Le professeur Roger Bozzetto a fait de ce roman une chronique favorablement nuancée dans la revue Galaxies

« Le récit se déroule agréablement avec son lot de surprises, de luttes, d'enlèvements, d'IA branchées que l'on débranche et qui se débrouillent pour ne pas perdre la mémoire, de sacrifices, de passions etc. dans un décor qui est, comme souvent chez Genefort, illustré par des innovations dans la flore et la faune. Un livre solide, qui se lit facilement, et où l'auteur montre une maîtrise évidente de son métier. »